# Attentat de l'hôtel Asasey
 Le 12 juillet 2019, quatre hommes armés d'Al-Shabaab ont attaqué l'hôtel Asasey à Kismayo, dans l'État de Jubaland, en Somalie, après qu'un cinquième eut franchi le portail avec une voiture piégée. Le bilan est de 26 morts et 56 blessés.

## Incident
L'attaque a commencé dans la nuit du 12 juillet 2019 lorsqu'un attentat-suicide à la voiture piégée a détruit la porte d'entrée de l'hôtel Asasey, permettant à au moins quatre hommes armés d'entrer dans la propriété. Le siège dura quatorze heures. Les 4 terroristes ont été abattus par les forces de sécurité.

## Les victimes
Hodan Nalayeh, une Canadienne d'origine somalienne activiste sur les réseaux sociaux, et son mari ont été tués, de même qu'un photographe de la Somali Broadcasting Corporation, Mohamed Salal Omar, qui a tenté de filmer les terroristes devant une caméra ; Mohamed Ga'anadhere, journaliste pour SBC TV ; Mohamed Ismaael, candidat aux prochaines élections dans le Jubbaland ; Abdifatah Mohamed, du bureau somalien de l'Organisation internationale pour les migrations de l'Organisation des Nations unies ; le philanthrope Mahad Nur Gurguurte ; le directeur exécutif du SADO Somalie, Abdullahi Isse Abdulle ; et le législateur et ministre président du Jubaland Mohamed Ismail Shuriye.
Plusieurs chefs de tribus, un candidat à la présidence de la région, un membre du parlement et son épouse, trois Kenyans, trois Tanzaniens, deux Américains et un Britannique figurent parmi les morts. Trois hommes armés ont été abattus par des gardes de sécurité.
| Nationalité | Morts | Blessés | Total |
| ----------- | ----- | ------- | ----- |
| Somalie     | 3     | 0       | 3     |
| Kenya       | 3     | 0       | 3     |
| Tanzanie    | 3     | 0       | 3     |
| États-Unis  | 2     | 0       | 2     |
| Royaume-Uni | 1     | 0       | 1     |
| Inconnue    | 14    | 56      | 70    |
| Total       | 26    | 56      | 82    |

## Les auteurs
Le groupe terroriste islamiste al-Shabaab a revendiqué l'attaque, via un communiqué affirmant qu'elle visait des ministres de Jubilant, des législateurs fédéraux et régionaux, et des candidats séjournant à l'hôtel. Le groupe cible régulièrement les hôtels de Mogadiscio, en utilisant souvent des méthodes similaires à celles de l'attaque de juillet 2019.

## Les réactions
L’Organisation des Nations unies et de nombreux pays ont condamné les attaques et publié de nombreuses déclarations. Un porte-parole du département d'État américain a déclaré : « Nous adressons nos sincères condoléances aux amis et aux familles des victimes des attentats de Kismayo et souhaitons un prompt rétablissement aux blessés. »
Le représentant spécial du président de la Mission de l'Union africaine en Somalie a déclaré que les attaques étaient dues aux « grandes avancées » réalisées par le pays pour « reprendre le territoire du groupe terroriste » et que les attaques « visaient à saper ce processus. » 